# カワトゲウオ
カワトゲウオ (Culaea inconstans) はトゲウオ科に属する小型淡水魚の一種。1属1種である。全長5cm程度で、米国北東部からカナダ南部に生息する。米国西部にも少数の個体群があるが、いくつかは外部から移入されたものである。冷たくて澄んだ小川や湖に生息し、藻類や小さな無脊椎動物を食べる。コクチバスやノーザンパイクに捕食される。摂餌は主に夕暮れと夜明けに行われる。ミノーなどの小魚と競合する生態を持つが、摂餌時間や餌の種類は異なる。繁殖期は夏で、雄は巣を作り、雌が産んだ卵を保護する。繁殖後には死ぬ。巣は水草で作られる。絶滅に瀕しているとは考えられていないが、森林破壊や水質変化の影響を受けている。川沿いの樹木を伐採することは、本種の生息環境に特に大きな影響を与える。

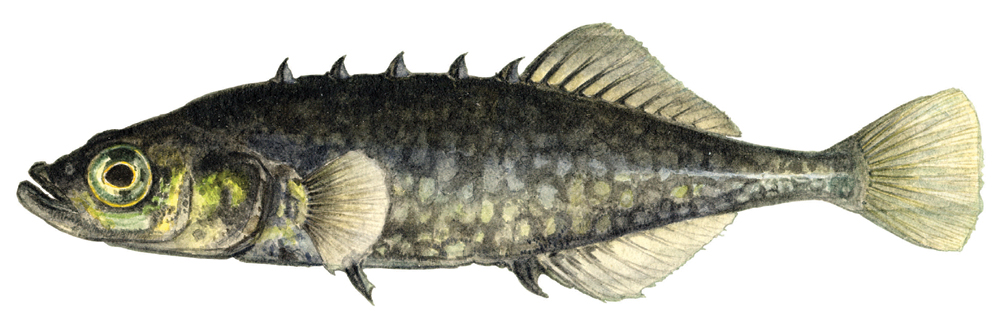

## 形態
先細りになった体型で、細い尾柄の先に扇型の尾鰭がつく。イバラトミヨとよく似ているが、本種は背鰭の棘条が5-6本しかないこと、体側の鱗板を欠くことで区別できる。体色は薄緑から灰色で、不明瞭な斑点がある繁殖期には婚姻色を示し、雄はほぼ黒に、雌は暗色に明色の斑点のある体色に変化する。最大で3-5cmになる。

## 分布

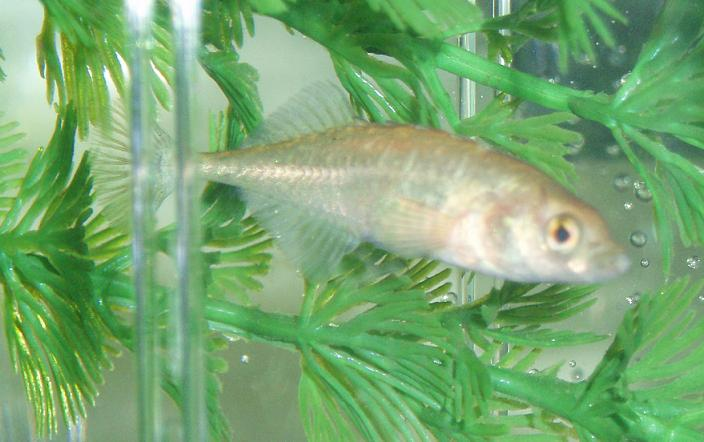
水槽内のカワトゲウオ。

カナダ南部から米国北東部まで分布し、この地域で最小の魚種の一つである。汽水域にも少数が生息する。分布域は、五大湖流域からミシシッピ川流域の南部にまで広がる。また、西はコロラド州・ネブラスカ州、北はアルバータ州・マニトバ州・ノースウェスト準州まで個体群が生息する。この自然分布域の他に、アラバマ州・ケンタッキー州・テネシー州・コロラド州北西部・ユタ州北西部・カリフォルニア州・サウスダコタ州・ワシントン州などに移入個体群が生息する。ある研究では、ニューメキシコ州にも個体群が存在することが示唆されている。本種は北米全体に豊富に生息しているが、ネイチャー・コンサーバンシーは、本種の保全状況をG3（危急）としている。このように評価されている理由としては、特に米国東部においてダム建設が増加していることがあげられる。これにより、水路が護岸されて生息域が破壊され、川の栄養輸送が変化し、繁殖地が破壊されている。川の流路の変化によって、未知の外敵に曝されるようになる可能性もある。

## 生態
多様な水環境に生息することができ、河川・渓流・水路・湖・水たまり・温泉・湧水などでの生息が確認されている。だが、繁殖には浅く（1.5メートル以下）植生の多い、流れの遅い水域を必要とする。最大で標高2400メートルの地点から採集されている。

### 食性
雑食性で、甲殻類や昆虫などの無脊椎動物・植物の破片・藻類などを食べる。稚魚はプランクトン性の甲殻類を餌とする。

### 天敵
大型の無脊椎動物・鳥・哺乳類・魚類に捕食される。骨板や棘による防御と、捕食者への警戒行動から、本種のみを捕食しているような生物はない。実験室での観察では、アメリカタガメ・ルリボシヤンマ属のヤゴはどちらも、夜間のみしか本種を捕食することができなかった。魚類は主要な天敵の一つであり、イエローパーチ (Perca flavescens) ・ロックバス (Ambloplites rupestris) ・クリークチャブ (Semotilus atromaculatus), カワメンタイ・マッドミノー (Umbra limi) ・コクチバス・オオクチバス・ノーザンパイク・カワマス・ニジマス・マルハゼ (Neogobius melanostomus) などに捕食される。卵は共食いされるほか、ニジマスにも捕食される。イバラトミヨと競合することもあるが、通常は、イバラトミヨは水深の深い場所に、本種は川岸に棲み分けている。Pimephales promelasの存在下では、本種は餌の競合を防ぐため、より多様な餌を食べるようになることが観察されている。

### 生活史
繁殖は夏に行われるため、本種は春の内に、湖や緩やかな流れの、植生の豊富な場所に移動する。まず、雄が巣を作り、その周りを縄張りとする。この巣は藻・木の根・植物の破片などからできている。巣は入り口が1つあり、雌はそこに入って産卵する。産卵が終わると、雌は激しく震えながら壁に穴を開け、出口を作る。雌は巣の中で特徴的な音を出しており、この音はスニーカー雄を誘引し、受精の確率を上げることが分かっている。産卵後は雄が卵を保護し、卵は7-11日で孵化する。稚魚は巣から彷徨い出すが、雄は稚魚を口に含んで連れ戻し、巣を守る。受精卵は温度変化に非常に敏感であり、水温が急激に変化する7月半ばには繁殖期は終わる。稚魚は夏の間に急速に成長し、翌年の春には繁殖可能となる。ほとんどの個体は繁殖後に死亡する。

## 保全状況
ザ・ネイチャー・コンサーバンシーは、本種の保全状況をG3（危急）としている。個体数が減少しているわけではないが、個体群単位では減少している可能性がある。だが、有効な保護措置はとられていない。米国とカナダの広い範囲に分布し、水路の汚染の影響を受けやすい可能性もある。池・小川・水溜りなど様々な環境に生息するため、ある程度ならば汚染・重金属・水の濁りなどに耐えることができる。だが、これは本種が生態系の人為的変化に対して耐性を持つことを意味するわけではない。卵が温度に敏感であるため、繁殖期は比較的短い。このため、地球温暖化による水温の上昇によって大打撃を受ける可能性がある。本種は同所・異所での種分化の研究において重要な役割を果たしてきた種であり、この観点から見ても優先的に保護する必要がある。
本種が現在のような広い分布域を持つのは、最終氷期に氷床が後退した後に、分布域の拡大に成功したことによる。
骨板や棘により、在来の捕食者からの捕食は免れているが、高度な捕食行動を行う、または骨板を噛み砕ける歯を持った外来種には容易に捕食されてしまう。
本種の繁殖サイクルは1年であるため、毎年の調査が有効である。